# Garrettsville

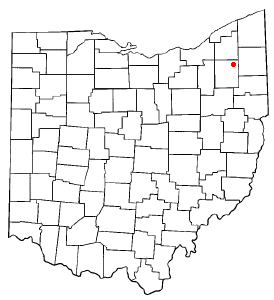
Garrettsville na planie stanu Ohio

Garrettsville – wieś w USA, w stanie Ohio, w hrabstwie Portage. Nazwa miejscowości pochodzi od nazwiska pułkownika Johna Garretta III.
Liczba mieszkańców w 2010 roku wynosiła 2325, a w roku 2012 wyniosła 2312.